# Väinö Leskinen
Pour les articles homonymes, voir Leskinen.
Väinö Olavi Leskinen  (né le 8 mars 1917 à Helsinki et mort le 8 mars 1972 à Helsinki) est un homme politique finlandais,,.

## Biographie
Avant de s'engager en politique, Väinö Leskinen est un nageur de l'association des travailleurs nageurs d'Helsinki. 
Il remporte les épreuves de 200 et 400 mètres brasse aux Olympiades ouvrières de 1937 (en) à Anvers.
Väinö Leskinen sert pendant la guerre d'hiver et  la guerre de continuation. 
Il est blessé en 1941 pendant la guerre de Continuation. 
En 1942-1944, il est secrétaire de l'Association des frères d'arme de Finlande (fi).

## Carrière politique
Väinö Leskinen est député représentant la circonscription d'Uusimaa (6.4.1945 – 21.7.1948) puis la circonscription d'Helsinki (21.7.1951 – 22.3.1970),.
Väinö Leskinen est Ministre des Affaires sociales des gouvernements Kekkonen III (26.11.1952–08.07.1953) et Fagerholm III (29.08.1958–12.01.1959), et Ministre de l'Intérieur des gouvernements Törngren (05.05.1954–19.10.1954) et Kekkonen V (20.10.1954–30.09.1955).
Il est aussi ministre du Commerce et de l'industrie du gouvernement Koivisto I (22.03.1968–13.05.1970) ainsi que Ministre des Affaires étrangères des gouvernements Aura (14.05.1970–14.07.1970) et Karjalainen II (15.07.1970–28.10.1971),.
Après les élections législatives de 1962, qui n'ont pas été fructueuses pour le SDP, Väinö Leskinen cherche à améliorer ses relations avec l'Union soviétique et à accroître la coopération des partis de la gauche en Finlande. 
Väinö Leskinen dirige les négociations de fondation de la Confédération des syndicats finlandais.
En 1966, Väinö Leskinen effectué une visite à Moscou, connue à l'époque comme un voyage de repentance, et il rétablit ses relations avec le PCUS. 
Sous la direction de Väinö Leskinen, le SDP a soutenu Urho Kekkonen lors de l'élection présidentielle de 1968.